# Flims
Flims (toponimo tedesco; in romancio Flem , in italiano Flemo, desueto) è un comune svizzero di 2 912 abitanti del Canton Grigioni, nella regione Imboden.

## Geografia fisica

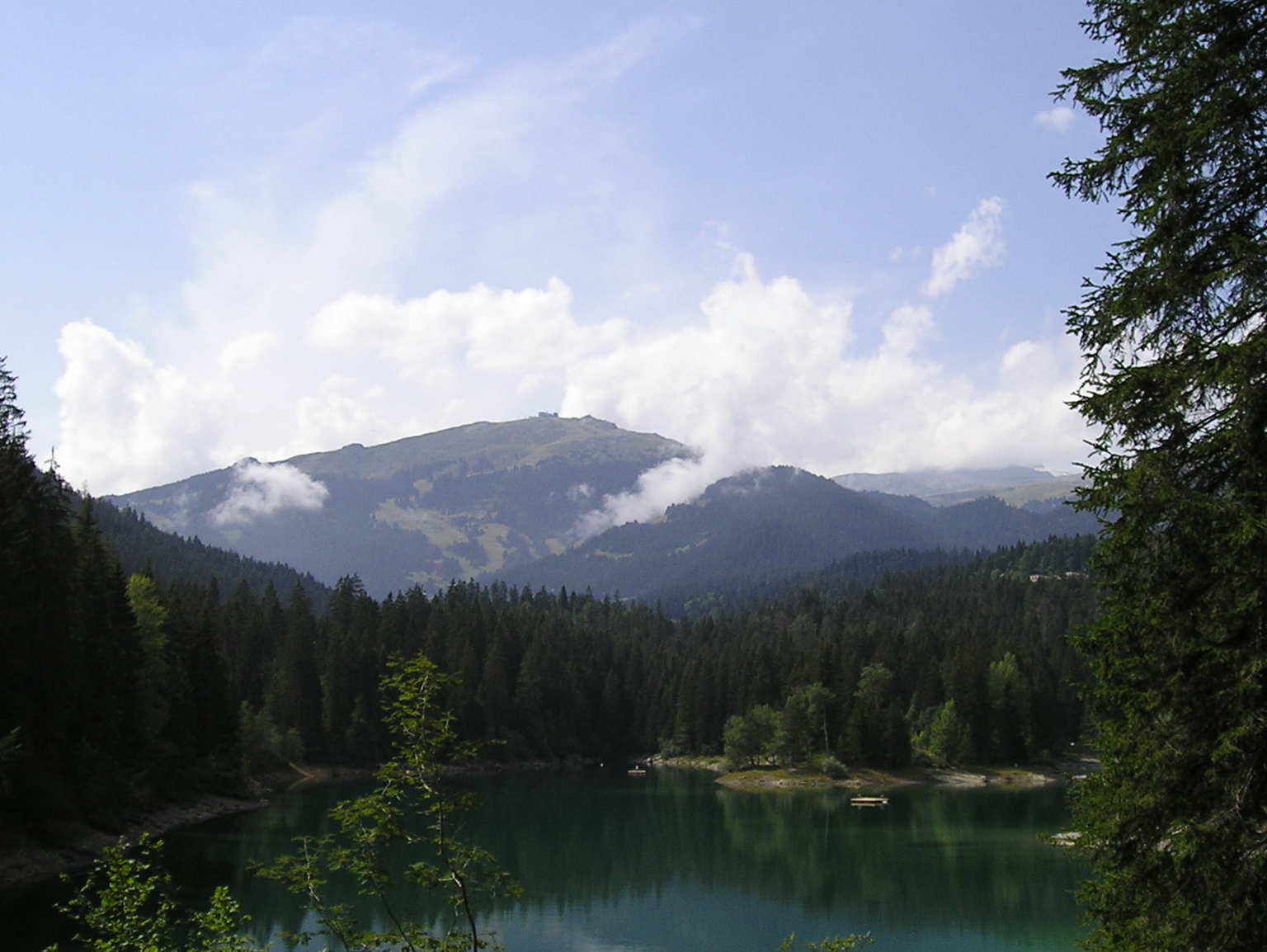
Il lago di Cauma nell'agosto 2003

Nel territorio comunale si trovano vari laghi, il più noto dei quali è il lago di Cauma.

## Storia
Il nome del villaggio è documentato per la prima volta in un atto del 765 con il quale il vescovo di Coira Tello lasciava in legato al monastero di Disentis alcuni suoi beni siti in Fleme. Nel XVI secolo Flims aderì molto precocemente alla Riforma protestante e, nel 1526-1528, riscattò i beni del vescovo. Il villaggio – ormai comune autonomo – fu toccato marginalmente sia dalla guerra dei Trent'anni sia, nel 1799, dalle guerre napoleoniche.

## Monumenti e luoghi d'interesse

### Architetture religiose
- Chiesa riformata (già chiesa cattolica dei Santi Martino e Antonio), attestata dal 1440[1] e ricostruita nel 1512 da Andreas Bühler[senza fonte];
- Chiesa riformata di Fidaz (già chiesa cattolica di San Simplicio), attestata dal 1440[1];
- Chiesa cattolica di San Giuseppe, eretta nel 1937[1].

### Architetture civili

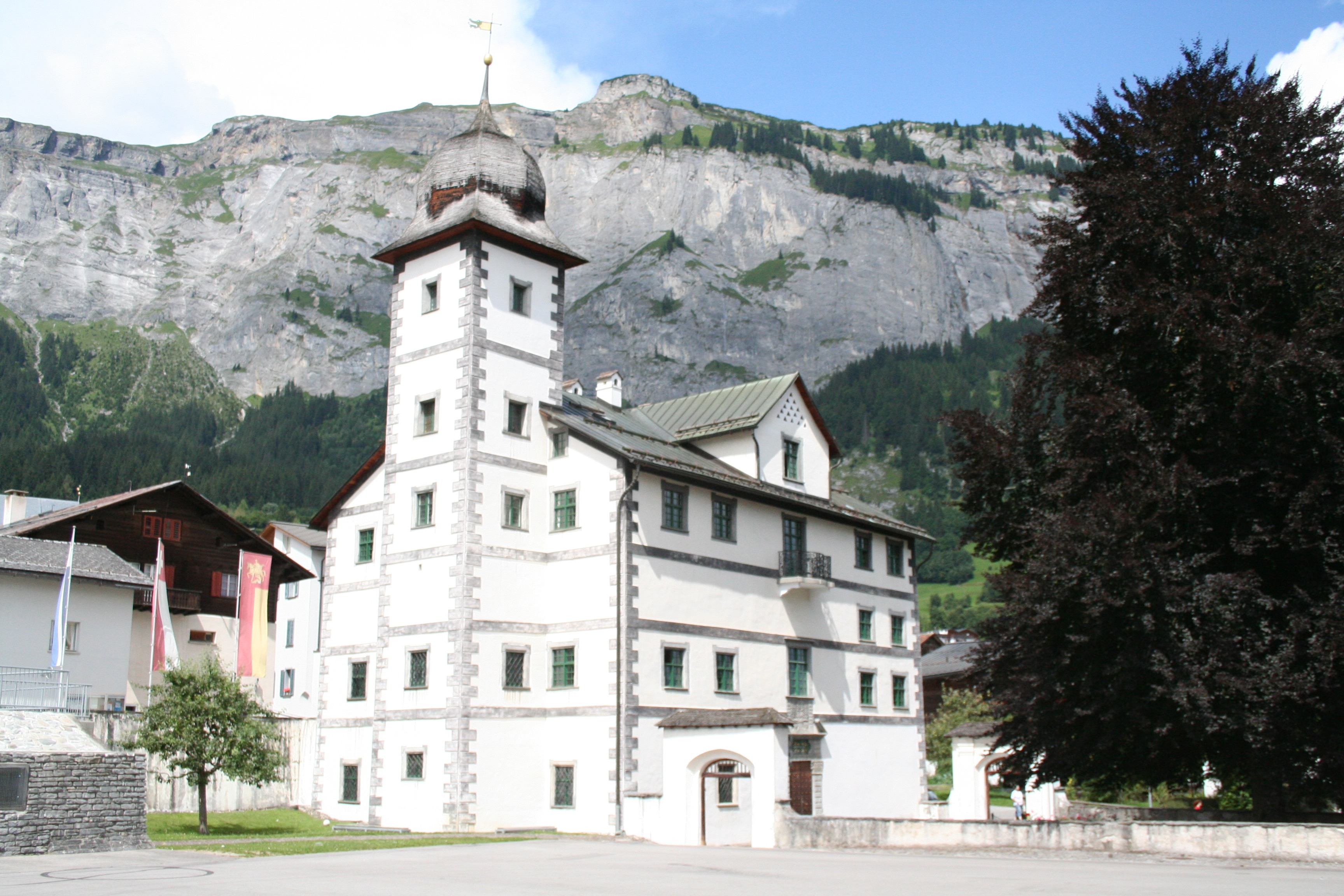
La casa comunale

- Casa comunale, imponente edificio a forma di castelletto posto al centro del borgo[senza fonte];
- Locanda Zu den Waldhäusern (1839)[1];
- Stabilimento termale presso il lago di Cauma (1875)[1];
- Albergo Segnes (1870)[1];
- Hotel Kurhaus (Parkhotel, 1877)[1].

### Aree naturali
- Lago di Cauma;

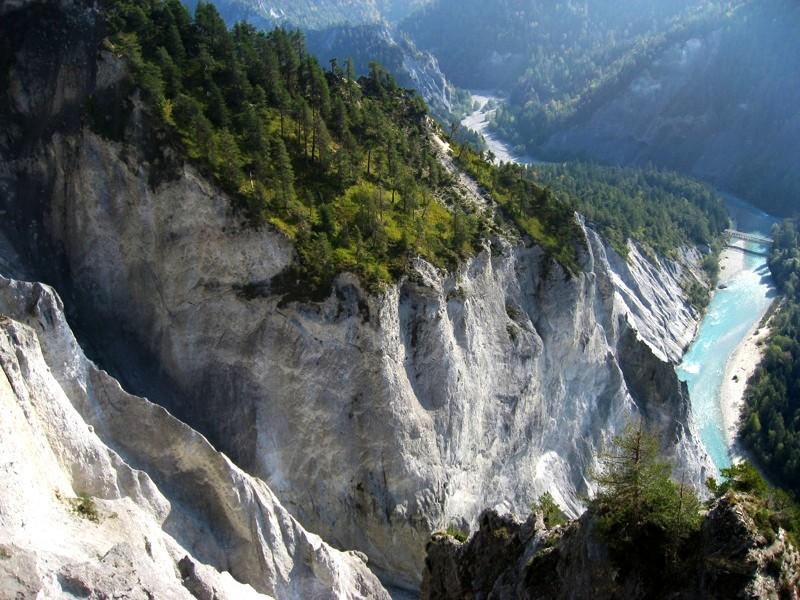
La Ruinaulta

- Scoscendimento della Ruinaulta a strapiombo sul Reno Anteriore.

## Società

### Evoluzione demografica
L'evoluzione demografica è riportata nella seguente tabella:
Abitanti censiti

### Lingue e dialetti
Gli abitanti di Flims, originariamente villaggio romancio, sono ora per buona parte di lingua tedesca. Soltanto il 7,5% delle persone ha dichiarato il romancio propria lingua madre in occasione del censimento del 2000, mentre in quello del 1920 erano il 71%, mentre il 3% degli abitanti aveva indicato l'italiano come sua prima lingua. La velocissima germanizzazione del comune è avvenuta nel corso del XX secolo a causa dell'attività turistica. Nel 2006 la località è stata sede, eccezionalmente, della sessione autunnale delle Camere federali in onore della minoranza romancia.

## Geografia antropica
Le frazioni di Flims sono:
- Fidaz[3]
  - Scheia
- Flims-Waldhaus

## Economia

Strutture ricettive a Flims-Waldhaus

Flims è una località di villeggiatura estiva (stazione termale sviluppatasi dal XIX secolo) e invernale (stazione sciistica sviluppatasi dal 1910); con i comuni di Laax e Falera costituisce il comprensorio sciistico dell'Arena bianca.

## Amministrazione
Ogni famiglia originaria del luogo fa parte del comune patriziale e ha la responsabilità della manutenzione di ogni bene ricadente all'interno dei confini del comune.